# やまかわてるき
やまかわてるき（2000年11月30日 - ）は、日本のYouTuber。主にガジェット関係の解説動画を出している。すぎやまけいた（旧：やまかわさんぽ）というサブチャンネルでも活動をしており、元は全国を旅する動画をメインにしていたが、2025年8月9日現在は、東京都に 唯一ある村に行くなどの旅動画から、NintendoDSで国家資格を取るなどの検証まで幅広く行っている。また、毎日自炊をしており、味の素愛好家としても知られる。下ネタやネットミームなどを動画に取り入れておりおもしろい動画になっているが、更新頻度が少ないため、"更新が一番嬉しい"などのコメントが多い。また、英語が得意だといわれている。バイクに乗ることができる。

## 概要
2020年4月19日にやまかわてるきYoutubeチャンネルを作成。その後2020年8月12日に初投稿をしている。(旧Twitter　現Xも初投稿と同じ日に開設している。)
また、すぎやまけいたYoutubeチャンネルを2021年03月17日に作成している。
動画のフォーマットとしては、主に頭につけているgoproを用いて撮影する。テロップの使い方が独特であり、「KS良い」や、「BTKS」など、一部文字をアルファベット表記にして視聴者が飽きないよう構成されている。
動画投稿最初期はそもそも顔を出さず一人称で動画を撮っていたものの、2021年8月11日から鹿の被り物をして動画を撮るようになった。その後、2021年10月28日の投稿にて自身の顔を公開する。(自身の部屋紹介動画でこの投稿より先に素顔を晒していたが、その動画は既に消されている。)
その後、2025年3月28日に自身のDiscordサーバーを開設。(実質的な公開は2025年3月29日である。)